# Pommers voetbalkampioenschap 1923/24
In 1923/24 werd het zesde Pommers voetbalkampioenschap gespeeld, dat georganiseerd werd door de Baltische voetbalbond. 
Stettiner SC werd kampioen en plaatste zich voor de Baltische eindronde. De club werd gedeeld tweede en was uitgeschakeld voor de eindronde om de Duitse landstitel. 

## Reguliere competitie

### Bezirksliga Stolp
Op het moment dat de deelnemers voor de eindronde bekend moesten zijn stond Sturm Lauenburg aan de leiding, later werden drie wedstrijden als een nederlaag aangerekend waardoor Germania nog kampioen werd, maar voor de eindronde was het te laat. 
| Plaats | Club                    | Wed. | W | G | V | Saldo | Ptn. |
| ------ | ----------------------- | ---- | - | - | - | ----- | ---- |
| 1.     | SV Germania Stolp       | 8    | 6 | 2 | 0 | 21:3  | 14   |
| 2.     | SV Fortuna 1919 Stolp   | 8    | 5 | 1 | 2 | 5:9   | 11   |
| 3.     | SV Viktoria 1909 Stolp  | 8    | 4 | 1 | 3 | 10:12 | 9    |
| 4.     | SV Sturm 1919 Lauenburg | 8    | 1 | 0 | 7 | 2:4   | 2    |
| 5.     | RSV Pfeil Schlawe       | 8    | 1 | 0 | 7 | 3:13  | 2    |

|  | Geplaatst voor de eindronde |

### Bezirksliga Köslin
Onderstaande is de laatst bekende rangschikking. 
| Plaats | Club                      | Wed. | W | G | V | Saldo | Ptn. |
| ------ | ------------------------- | ---- | - | - | - | ----- | ---- |
| 1.     | SV Preußen Köslin         | 6    | 3 | 1 | 2 | 17:15 | 7    |
| 2.     | Kösliner SV Phönix        | 4    | 3 | 0 | 1 | 15:7  | 6    |
| 3.     | SV 1910 Kolberg I         | 3    | 2 | 1 | 0 | 5:3   | 5    |
| 4.     | VfB 1911 Belgard          | 1    | 1 | 0 | 0 | 6:0   | 2    |
| 5.     | SV Viktoria 1921 Kolberg  | 3    | 1 | 0 | 2 | 3:5   | 2    |
| 6.     | SV 1910 Kolberg II        | 1    | 0 | 0 | 1 | 0:2   | 0    |
| 7.     | SC Alemannia 1921 Kolberg | 4    | 0 | 0 | 4 | 3:17  | 0    |

|  | Geplaatst voor de eindronde |
|  | Degradatie                  |

### Bezirksliga Stettin
VfL Stettin was de verderzetting van de voetbalafdeling van Stettiner TV. 
| Plaats | Club                      | Wed. | W | G | V  | Saldo | Ptn. |
| ------ | ------------------------- | ---- | - | - | -- | ----- | ---- |
| 1.     | Stettiner SC 1908         | 12   | 7 | 3 | 2  | 27:12 | 17   |
| 2.     | FC Preußen 1901 Stettin   | 12   | 7 | 1 | 4  | 22:19 | 15   |
| 3.     | Stettiner FC Titania 1902 | 12   | 6 | 2 | 4  | 30:14 | 14   |
| 4.     | VfB 1908 Stettin          | 12   | 6 | 2 | 4  | 18:21 | 14   |
| 5.     | VfL Stettin               | 12   | 5 | 1 | 6  | 15:17 | 11   |
| 6.     | SC Blücher 1904 Stettin   | 12   | 4 | 3 | 5  | 20:30 | 11   |
| 7.     | BC 1919 Stettin           | 12   | 0 | 2 | 10 | 1:20  | 2    |

|  | Geplaatst voor de eindronde                                   |
|  | Wisselde voor volgende seizoen naar de competitie van de ATSB |

### Bezirksliga Pyritz
| Plaats | Club                      |
| ------ | ------------------------- |
| 1.     | Stargarder SC 1910        |
| 2.     | SC Viktoria 1911 Stargard |
| 3.     | SV Preußen 1922 Pyritz    |

|  | Geplaatst voor de eindronde |
|  | Degradatie                  |

### Bezirksliga Schneidemühl
| Plaats | Club                          | Wed.        | W           | G           | V           | Saldo       | Ptn.        |
| ------ | ----------------------------- | ----------- | ----------- | ----------- | ----------- | ----------- | ----------- |
| 1.     | SV Deutsche Krone             | 5           | 5           | 0           | 0           | 12:4        | 10          |
| 2.     | SV Hertha Schneidemühl        | 9           | 4           | 2           | 3           | 15:9        | 10          |
| 3.     | FC Viktoria Schneidemühl      | 7           | 4           | 1           | 2           | 18:16       | 9           |
| 4.     | SV Hellas 1919 Schneidemühl   | 6           | 4           | 0           | 2           | 13:6        | 8           |
| 5.     | FC Germania 1915 Schneidemühl | 8           | 2           | 1           | 5           | 11:15       | 5           |
| 6.     | SC Erika 1915 Schneidemühl    | 6           | 0           | 0           | 6           | 5:16        | 0           |
| 7.     | SV Fürst Bismark Schneidemühl | 1           | 0           | 0           | 1           | 1:9         | 0           |
| 8.     | SV Flatow(1)                  | Uitgesloten | Uitgesloten | Uitgesloten | Uitgesloten | Uitgesloten | Uitgesloten |

(1): Flatow werd uitgesloten omdat ze enkele keren niet opdaagden. 
|  | Geplaatst voor de eindronde |
|  | Degradatie                  |

### Bezirksliga Vorpommern
Er zijn slechts twee deelnemers bekend uit de competitie.
| Plaats | Club                 |
| ------ | -------------------- |
| 1.     | Pasewalker SC        |
| 2.     | SC Preußen Strasburg |

|  | Geplaatst voor de eindronde |

### Bezirksliga Gollnow
Enkel de kampioen is bekend. 
| Plaats | Club               |
| ------ | ------------------ |
| 1.     | SC Regenwalde 1920 |

|  | Geplaatst voor de eindronde |

## Eindronde
Deelnemers
| Club                    | Gekwalificeerd als                  |
| ----------------------- | ----------------------------------- |
| SC Regenwalde 1920      | Kampioen van Gollnow                |
| SV Deutsche Krone       | Kampioen van Grenzmark-Schneidemühl |
| SV Sturm 1919 Lauenburg | Afgevaardigde van Stolp             |
| SV 1910 Kolberg         | Kampioen van Kolberg-Köslin         |
| Stargarder SC 1910      | Kampioen van Pyritz                 |
| Stettiner SC            | Kampioen van Stettin                |
| SC Pasewalk             | Kampioen van Vorpommern             |

Kwartfinale
|                  |               |        |               |          |
| 10 februari 1924 | Stargarder SC | 12 – 1 | Pasewalker SC | Stargard |
| 10 februari 1924 |               |        |               | Stargard |

|                  |                 |       |                  |         |
| 10 februari 1924 | Stettiner SC 08 | 4 – 0 | SV Deutsch Krone | Stettin |
| 10 februari 1924 |                 |       |                  | Stettin |

|                  |                    |       |                 |            |
| 10 februari 1924 | SC Regenwalde 1920 | 2 – 0 | SV 1910 Kolberg | Regenwalde |
| 10 februari 1924 |                    |       |                 | Regenwalde |

Sturm Lauenburg had een bye. 
Halve Finale
|                  |               |       |                    |          |
| 17 februari 1924 | Stargarder SC | 2 – 0 | SC Regenwalde 1920 | Stargard |
| 17 februari 1924 |               |       |                    | Stargard |

|                  |                 |       |                    |         |
| 24 februari 1924 | Stettiner SC 08 | 5 – 0 | SV Sturm Lauenburg | Stettin |
| 24 februari 1924 |                 |       |                    | Stettin |

Finale
|              |                 |       |               |         |
| 2 maart 1924 | Stettiner SC 08 | 1 – 0 | Stargarder SC | Stettin |
| 2 maart 1924 |                 |       |               | Stettin |